# Ward Farnsworth
Ward Farnsworth (Evanston, 1967) é um advogado, escritor e professor norte-americano.
Ward é reitor da Faculdade de Direito da Universidade do Texas e detém a Cátedra John Jeffers de Pesquisa em Direito. É o repórter do American Law Institute e autor de livros sobre direito, retórica, filosofia e xadrez.

## Biografia
Nascido em 1967, em Evanston, Illinois, Farnsworth se formou na Universidade Wesleyan, em Connecticut, em 1989, doutorando-se com honras pela Faculdade de Direito da Universidade de Chicago, em 1994.
Logo após terminar a faculdade de direito, Farnsworth trabalhou como assistente do juiz Richard Posner, na Corte de Apelações do Sétimo Circuito dos Estados Unidos, em Chicago. Depois foi assistente do juiz Anthony Kennedy, da Suprema Corte. Em seguida, trabalhou como conselheiro legal para o Tribunal de Reclamações Irã-Estados Unidos, em Haia.

## Carreira acadêmica
Antes de começar seu mandato como reitor da Universidade do Texas em maio de 2012, Farnsworth lecionou por 15 anos na Faculdade de Direito da Universidade de Boston e por vários anos foi vice-reitor para assuntos acadêmicos. Lecionou processo civil, atos ilícitos, contratos e retórica. Na Universidade do Texas, ele leciona métodos analíticos, curso que oferece um levantamento de ferramentas úteis para analisar e argumentar sobre múltiplas áreas do direito, organizadas em torno de ideias de economia, psicologia cognitiva, jurisprudência e retórica.
Em 2009, foi premiado como Professor do Ano pela Universidade de Boston.

## Livros
Farnsworth tem livros e artigos sobre análise econômica do direito, direito constitucional, interpretação legal e aplicações jurídicas da psicologia cognitiva. É autor de Restitution: Civil Liability for Unjust Enrichment (Chicago, 2014), e The Legal Analyst: A Toolkit for Thinking About the Law (Chicago, 2007), um guia com abordagens interdisciplinares do pensamento jurídico. É também repórter do American Law Institute's Restatement Third, Torts: Liability for Economic Harm e co-autor, com Mark F. Grady, de um livro de casos sobre a lei de delitos.
É ainda autor de Farnsworth’s Classical English Rhetoric (Godine, 2010) e Farnsworth’s Classical English Metaphor (Godine, 2016). Além do direito, também é autor de dois volumes sobre xadrez, Predator at the Chessboard (2018) e de um livro de filosofia, The Practicing Stoic (2018), a ser lançado no Brasil com título Ser Estoico, pela Somos Livros.
Seu livro mais recente, Farnsworth's Classical English Style, foi lançado em abril de 2020.